# الوكيل المفتوح
الوكيل المفتوح خادم وكيل يجوز لأي مستعمل إنترنت استعماله. فالمعروف أنه الخادم الوكيل العادي إلا للمستخدمين داخل مجموعة شبكة بتخزين وإعادة توجيه خدمات الإنترنت مثل أسماء النطاقات أو صفحات الويب لتقليل استهلاك المجموعة. لكن الوكيل المفتوح يجيز لأي مستعمل على الإنترنت استعمال هذه خدمة لإعادة التوجيه.